# 阿寒インターチェンジ
阿寒インターチェンジ（あかんインターチェンジ）は、北海道釧路市阿寒町下舌辛にある道東自動車道のインターチェンジである。2016年（平成26年）3月12日供用開始。

## 歴史
- 2014年（平成26年）12月9日：当ICの名称を「阿寒IC」で正式決定[1]。
- 2016年（平成28年）3月12日：白糠IC - 阿寒IC間開通に伴い供用開始[2]。
- 2018年（平成30年）3月20日：信号機設置　高速出口側の視界不良のため2017年に6件と交通事故が多く要望もあって設置に至った。
- 2024年（令和6年）12月22日：阿寒IC - 釧路西IC間開通[3]。

## 周辺
- 阿寒摩周国立公園
- 釧路湿原国立公園
- 釧路布伏内工業団地
- 道の駅阿寒丹頂の里
- 釧路空港
- 山花温泉
- 釧路市動物園

## 接続する道路
- 直接接続
  - 国道240号

## 料金所
- 通行料金は無料のため、料金収受設備は設置されていない。

## 隣
E38 道東自動車道
(16) 庶路IC - (17) 阿寒IC - (17-1) 釧路空港IC - (18) 釧路西IC